# Paolo Aldighieri
Pour les articles homonymes, voir Aldighieri.
Paolo Aldighieri, né à Vicence le 30 juin 1961, est un sculpteur italien.

## Biographie
Il a commencé dans les années 1970 par lui-même en utilisant la technique de la fusion du plomb. Poussé par sa passion pour le minéral, il voyage en Asie, en Afrique et en Australie par l'art primitif et influences des différentes personnes a commencé à sculpter des figures apotropaïques. 

## Expositions
En 2007, il présente le livre Extradimensionismo, dont il suivra trois expositions au musée Villa Pisani (Stra), Archives d'Etat de Florence et le bâtiment du Sénat (Milan). En 2010, il expose à la Biennale d'architecture de Venise, invité par le pavillon chinois; puis il sera invité à Sculpt Miami. En 2011, à la Biennale de Venise il consolide son passage à l'art abstrait. En 2012, il expose au Centre Pompidou à Paris, le musée consacre un portrait vidéo « Pierres Cosmic » réalisé par Felice Cappa.